# Ministerstwo Obrony Narodowej

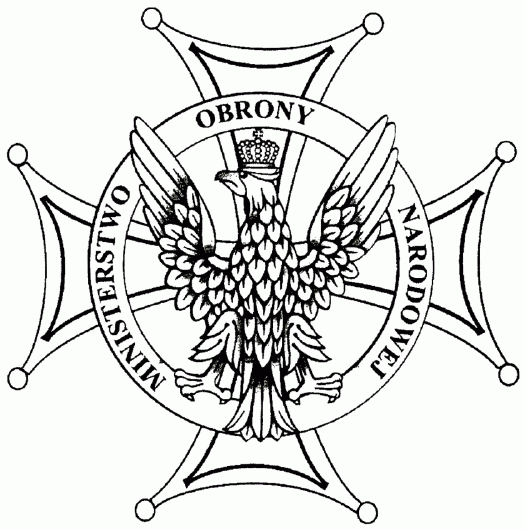
Odznaka okolicznościowa MON

Ministerstwo Obrony Narodowej (MON) – urząd administracji rządowej w Polsce podlegający Ministrowi Obrony Narodowej, właściwemu do spraw obrony narodowej. W XIX wieku funkcjonował jako Ministerstwo Wojny, w okresie II RP zaś nosił nazwę Ministerstwa Spraw Wojskowych.
Siedziba ministerstwa mieści się przy al. Niepodległości 218 w Warszawie. MON zajmuje także budynek przy ul. Klonowej 1.

## Kierownictwo[3]
- Władysław Kosiniak-Kamysz (PSL) – minister obrony narodowej od 13 grudnia 2023
- Paweł Bejda (PSL) – sekretarz stanu od 14 grudnia 2023[4]
- Cezary Tomczyk (PO) – sekretarz stanu od 14 grudnia 2023
- Paweł Zalewski (PL2050) – sekretarz stanu od 20 grudnia 2023[5]
- Stanisław Wziątek (NL) – podsekretarz stanu od 15 grudnia 2023[6]
- gen. Wiesław Kukuła – szef Sztabu Generalnego Wojska Polskiego od 10 października 2023
- Michał Dziubak – dyrektor generalny od grudnia 2023

## Zadania
Zadania resortu to:
- kierowanie w czasie pokoju Siłami Zbrojnymi RP, przygotowywanie założeń obronnych państwa, w tym propozycji dotyczących rozwoju i struktury sił zbrojnych
- realizowanie założeń, decyzji, postanowień i wytycznych Rady Ministrów w zakresie obrony narodowej
- sprawowanie nadzoru nad realizacją zadań obronnych przez organy administracji państwowej, instytucje państwowe, samorządy, podmioty gospodarcze itp.
- sprawowanie ogólnego kierownictwa w sprawach wykonywania powszechnego obowiązku obrony
- zawieranie umów międzynarodowych, wynikających z decyzji Rady Ministrów, dotyczących udziału polskich kontyngentów wojskowych w międzynarodowych misjach pokojowych i akcjach humanitarnych oraz ćwiczeń wojskowych prowadzonych wspólnie z innymi państwami lub organizacjami międzynarodowymi

## Struktura organizacyjna

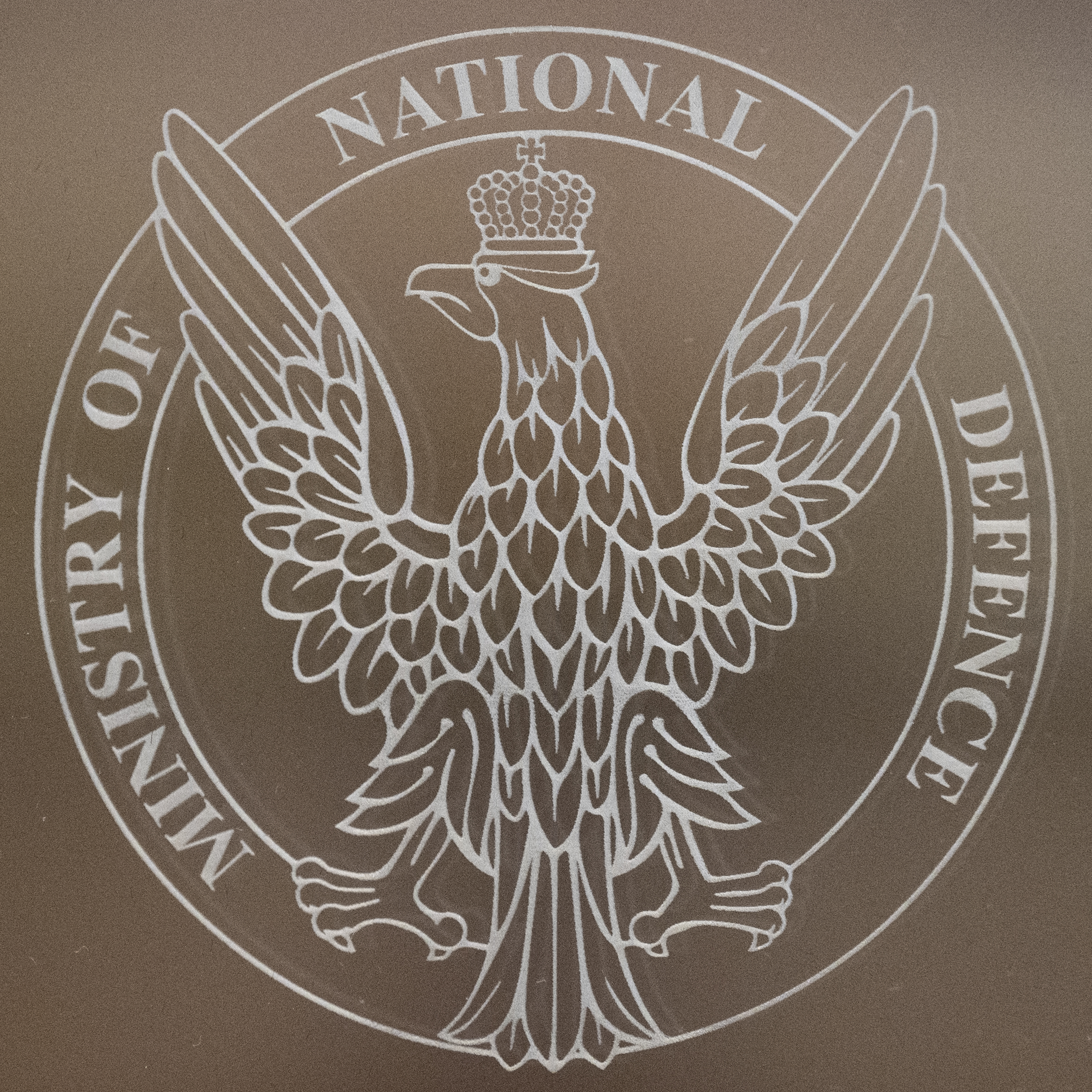

W skład ministerstwa wchodzą Gabinet Polityczny Ministra oraz następujące komórki organizacyjne:
- Centrum Operacyjne Ministra
- Departament Administracyjny
- Departament Budżetowy
- Departament Cyberbezpieczeństwa
- Departament Edukacji, Kultury i Dziedzictwa
- Departament Infrastruktury
- Departament Innowacji
- Departament Kadr
- Departament Komunikacji i Promocji
- Departament Kontroli
- Departament Ochrony Informacji Niejawnych
- Departament Polityki Bezpieczeństwa Międzynarodowego
- Departament Polityki Zbrojeniowej
- Departament Prawny
- Departament Spraw Socjalnych
- Departament Strategii i Planowania Obronnego
- Departament Szkolnictwa Wojskowego
- Departament Wojskowej Służby Zdrowia
- Departament Wojskowych Spraw Zagranicznych
- Departament Wsparcia Rodzin Wojskowych
- Biuro Audytu Wewnętrznego
- Biuro Dyrektora Generalnego
- Biuro Ministra
- Biuro Pełnomocnika Ministra Obrony Narodowej do spraw Warunków Służby Wojskowej
- zarządy wchodzące w skład Sztabu Generalnego Wojska Polskiego:
  - Zarząd Organizacji i Zasobów Osobowych – P1
  - Zarząd Analiz Wywiadowczych i Rozpoznawczych – P2
  - Zarząd Planowania Operacyjnego – P3
  - Zarząd Logistyki – P4
  - Zarząd Planowania i Programowania Rozwoju Sił Zbrojnych – P5
  - Zarząd Kierowania i Dowodzenia – P6
  - Zarząd Szkolenia – P7
  - Zarząd Planowania Rzeczowego – P8

### Podległe jednostki organizacyjne
Jednostki organizacyjne podległe ministrowi:
- Dowództwo Generalne Rodzajów Sił Zbrojnych w Warszawie wraz z podległymi jednostkami organizacyjnymi
- Dowództwo Operacyjne Rodzajów Sił Zbrojnych w Warszawie wraz z podległymi jednostkami organizacyjnymi
- Dowództwo Wojsk Obrony Terytorialnej w Zegrzu wraz z podległymi jednostkami organizacyjnymi
- Inspektorat Wsparcia Sił Zbrojnych w Bydgoszczy wraz z podległymi jednostkami organizacyjnymi
- Inspektorat Kontroli Wojskowej w Warszawie wraz z podległymi jednostkami organizacyjnymi
- Komenda Główna Żandarmerii Wojskowej w Warszawie wraz z podległymi jednostkami organizacyjnymi
- Dowództwo Komponentu Wojsk Obrony Cyberprzestrzeni w Legionowie wraz z podległymi jednostkami organizacyjnymi
- Centralne Wojskowe Centrum Rekrutacji w Warszawie wraz z podległymi jednostkami organizacyjnymi
- Ośrodek Monitorowania i Analiz Ministra Obrony Narodowej w Warszawie
- Agencja Uzbrojenia w Warszawie wraz z podległymi jednostkami organizacyjnymi
- Inspektorat Wojskowej Ochrony Przeciwpożarowej w Warszawie wraz z podległymi jednostkami organizacyjnymi
- Wojskowe Centrum Normalizacji, Jakości i Kodyfikacji w Warszawie
- Wojskowe Centrum Metrologii w Warszawie wraz z podległymi jednostkami organizacyjnymi
- Wojskowa Inspekcja Gospodarki Energetycznej
- Wojskowy Dozór Techniczny
- Biuro Infrastruktury Specjalnej w Warszawie
- Wojskowe Studium Nauczania Języków Obcych w Łodzi
- Centralny Ośrodek Aktywizacji Zawodowej w Warszawie wraz z podległymi jednostkami organizacyjnymi
- Centralna Wojskowa Komisja Lekarska w Warszawie wraz z podległymi jednostkami organizacyjnymi
- Biuro Konwentu Dziekanów w Warszawie
- Wojskowe Biura Emerytalne w: Białymstoku, Bydgoszczy, Gdańsku, Katowicach, Kielcach, Krakowie, Lublinie, Łodzi, Olsztynie, Poznaniu, Rzeszowie, Szczecinie, Warszawie, Wrocławiu i Zielonej Górze
- Dom Emeryta Wojskowego w Warszawie
- Delegatury Departamentu Kontroli w: Bydgoszczy, Warszawie i Wrocławiu
- Biuro Ewidencji Osobowej Wojska Polskiego w Warszawie
- Wojskowe Biuro Historyczne im. gen. broni Kazimierza Sosnkowskiego w Warszawie wraz z podległymi jednostkami organizacyjnymi
- Centrum Doktryn i Szkolenia Sił Zbrojnych w Bydgoszczy
- Centrum Weterana Działań Poza Granicami Państwa w Warszawie
- Wojskowe ośrodki medycyny prewencyjnej w: Bydgoszczy, Gdyni, Krakowie, Modlinie i Wrocławiu
- Władza Lotnictwa Wojskowego w Poznaniu
- Zespół do Spraw Służby w Międzynarodowych Strukturach Wojskowych w Warszawie
- Zespół Zapewnienia Jakości w Lotnictwie w Warszawie
- Polskie Przedstawicielstwo Wojskowe przy Komitetach Wojskowych Organizacji Traktatu Północnoatlantyckiego i Unii Europejskiej z siedzibą w Brukseli, Królestwo Belgii
- Narodowe Przedstawicielstwo Łącznikowe przy Sojuszniczym Dowództwie Transformacyjnym z siedzibą w Norfolk, Stany Zjednoczone Ameryki
- Polskie Narodowe Przedstawicielstwo Wojskowe przy Naczelnym Dowództwie Sojuszniczych Sił w Europie z siedzibą w Mons, Królestwo Belgii
- Narodowy Element Wsparcia przy Dowództwie Eurokorpusu w Strasburgu, Republika Francuska
- Centralna Biblioteka Wojskowa im. Marszałka Józefa Piłsudskiego w Warszawie
- Reprezentacyjny Zespół Artystyczny Wojska Polskiego w Warszawie
- Wojskowe Biuro Zarządzania Częstotliwościami w Warszawie
- Wojskowe Biuro Łączności w Warszawie
- Międzynarodowy Ośrodek Szkolenia i Badań nad Dziedzictwem Kultury w Zagrożeniu we Wrocławiu
- Eksperckie Centrum Szkolenia Cyberbezpieczeństwa w Warszawie
- Centralny Wojskowy Zespół Sportowy w Warszawie
- Inspektorat Kontroli Wojskowej
- Agencja Rozpoznania Geoprzestrzennego i Usług Satelitarnych w Warszawie.

### Nadzorowane jednostki organizacyjne
Jednostki organizacyjne nadzorowane przez ministra:
- Agencja Mienia Wojskowego w Warszawie
- Akademia Sztuki Wojennej w Warszawie
- Wojskowa Akademia Techniczna im. Jarosława Dąbrowskiego w Warszawie
- Akademia Marynarki Wojennej im. Bohaterów Westerplatte w Gdyni
- Akademia Wojsk Lądowych imienia generała Tadeusza Kościuszki we Wrocławiu
- Lotnicza Akademia Wojskowa w Dęblinie
- Instytut Techniczny Wojsk Lotniczych w Warszawie
- Wojskowy Instytut Chemii i Radiometrii w Warszawie
- Wojskowy Instytut Łączności im. prof. dr. hab. Janusza Groszkowskiego – Państwowy Instytut Badawczy w Zegrzu
- Wojskowy Instytut Techniki Pancernej i Samochodowej w Sulejówku
- Wojskowy Instytut Techniczny Uzbrojenia w Zielonce
- Wojskowy Instytut Techniki Inżynieryjnej im. prof. Józefa Kosackiego we Wrocławiu
- Wojskowy Instytut Higieny i Epidemiologii im. gen. Karola Kaczkowskiego w Warszawie
- Wojskowy Instytut Medycyny Lotniczej w Warszawie
- Wojskowy Instytut Medyczny w Warszawie
- 1 Wojskowy Szpital Kliniczny z Polikliniką SPZOZ w Lublinie
- 4 Wojskowy Szpital Kliniczny z Polikliniką SPZOZ we Wrocławiu
- 5 Wojskowy Szpital Kliniczny z Polikliniką SPZOZ w Krakowie
- 7 Szpital Marynarki Wojennej z Przychodnią SPZOZ w Gdańsku
- 10 Wojskowy Szpital Kliniczny z Polikliniką SPZOZ w Bydgoszczy
- 6 Szpital Wojskowy z Przychodnią SPZOZ w Dęblinie
- 105 Kresowy Szpital Wojskowy z Przychodnią SPZOZ w Żarach
- 107 Szpital Wojskowy z Przychodnią SPZOZ w Wałczu
- 109 Szpital Wojskowy z Przychodnią SPZOZ w Szczecinie
- 115 Szpital Wojskowy z Przychodnią SPZOZ w Helu
- 116 Szpital Wojskowy z Przychodnią SPZOZ w Opolu
- 20 Wojskowy Szpital Uzdrowiskowo-Rehabilitacyjny SPZOZ w Krynicy-Zdroju
- 21 Wojskowy Szpital Uzdrowiskowo-Rehabilitacyjny SPZOZ w Busku-Zdroju
- 22 Wojskowy Szpital Uzdrowiskowo-Rehabilitacyjny SPZOZ w Ciechocinku
- 23 Wojskowy Szpital Uzdrowiskowo-Rehabilitacyjny SPZOZ w Lądku-Zdroju
- Wojskowe Centrum Krwiodawstwa i Krwiolecznictwa SPZOZ w Warszawie wraz z podległymi jednostkami organizacyjnymi
- Centralna Wojskowa Przychodnia Lekarska „CePeLek” SPZOZ w Warszawie
- Garnizonowa Przychodnia Lekarska SPZOZ w Modlinie
- Wojskowa Specjalistyczna Przychodnia Lekarska „SpecLek” SPZOZ w Warszawie
- Przychodnia Lekarska Wojskowej Akademii Technicznej SPZOZ w Warszawie
- Specjalistyczna Przychodnia Lekarska dla Pracowników Wojska SPZOZ w Warszawie
- Wojskowe Specjalistyczne Przychodnie Lekarskie SPZOZ w: Białymstoku, Bielsku-Białej, Braniewie, Gdyni, Giżycku, Gorzowie Wielkopolskim, Grudziądzu, Gubinie, Kielcach, Kołobrzegu, Koszalinie, Łodzi, Poznaniu, Radomiu, Rzeszowie, Siedlcach, Słupsku, Stargardzie, Szczecinku, Świdwinie, Świnoujściu, Toruniu, Ustce i Witkowie
- Ordynariat Polowy w Warszawie wraz z podległymi jednostkami organizacyjnymi
- Prawosławny Ordynariat Wojska Polskiego w Warszawie wraz z podległymi jednostkami organizacyjnymi
- Ewangelickie Duszpasterstwo Wojskowe w Warszawie
- Ogólnokształcące Liceum Lotnicze im. Franciszka Żwirki i Stanisława Wigury w Dęblinie
- Wojskowe Ogólnokształcące Liceum Informatyczne im. Polskich Kryptologów w Warszawie
- Muzeum Wojska Polskiego w Warszawie
- Muzeum Marynarki Wojennej w Gdyni
- Muzeum Sił Powietrznych w Dęblinie
- Muzeum Wojsk Lądowych w Bydgoszczy
- Wojskowy Instytut Wydawniczy w Warszawie
- Zakład Inwestycji Organizacji Traktatu Północnoatlantyckiego w Warszawie

## Historia

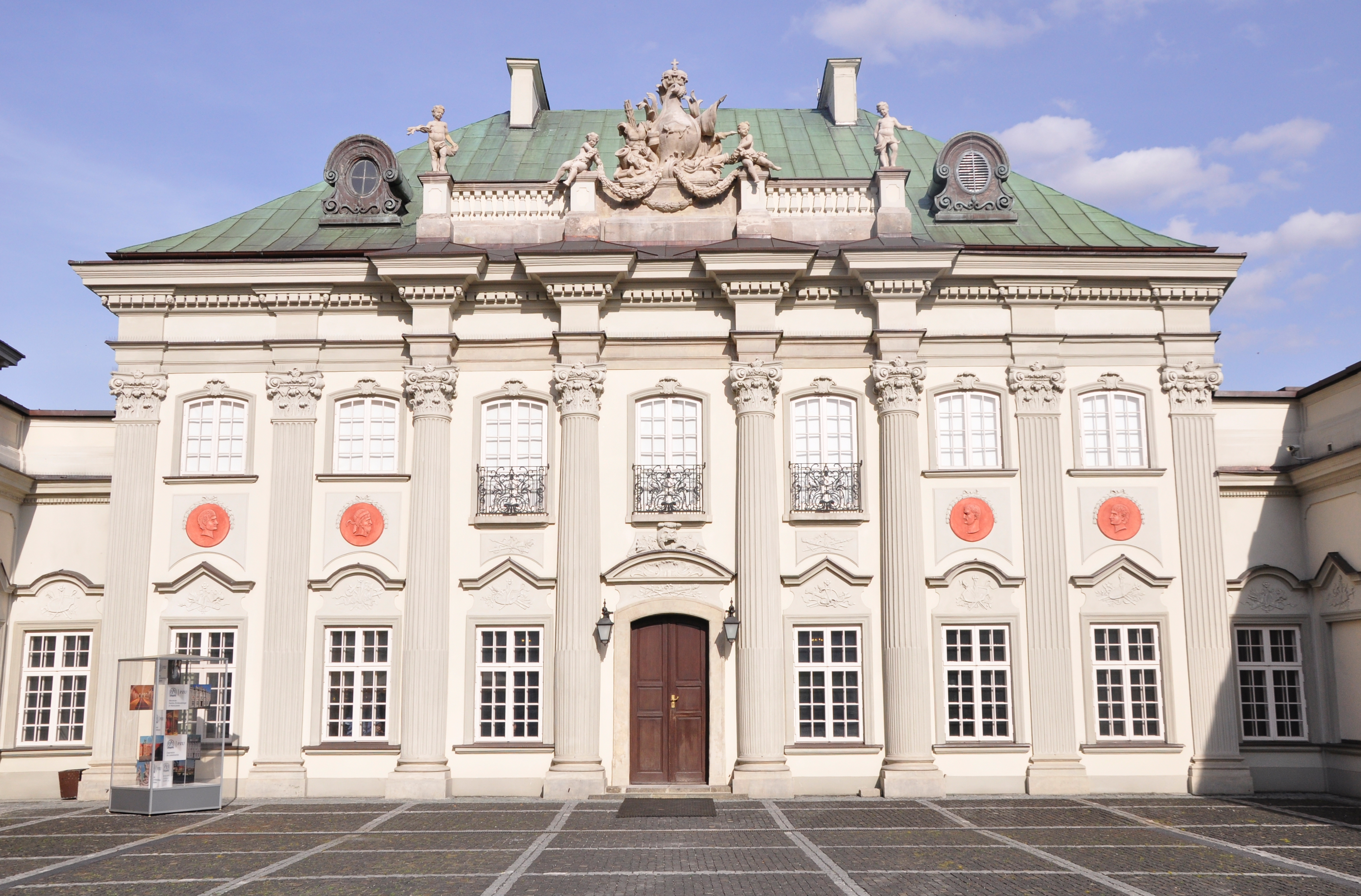
Pałac Pod Blachą w Warszawie, siedziba ministerstwa w latach 1807–1813

Początek funkcjonowania resortu obrony wiąże się z powołaniem w 1775 Departamentu Wojskowego w ramach Rady Nieustającej. W 1789 powstała Komisja Wojskowa Obojga Narodów, od 1791 podległa Straży Praw. Na przełomie 1793/94 przywrócono Departament, w 1794 utworzono Wydział Potrzeb Wojskowych Rady Najwyższej Narodowej.
Kolejne ministerstwo wojny powstało w Księstwie Warszawskim w ramach pierwszego polskiego rządu (początkowo tymczasowego w postaci Komisji Rządzącej). 15 stycznia 1807 członkowie KR wybrali spośród siebie pięciu dyrektorów, w tym dyrektora wojny. Po powołaniu 5 października rzeczywistego już rządu Stanisława Małachowskiego, Dyrekcja Wojny stała się Ministerium Wojny. Od 1807 do 1810 liczba urzędników ministerstwa wzrosła z kilkunastu do ponad stu. Działania Ministerium ustały 4 maja 1813.
W 1814 dla uregulowania spraw wojskowych KW ustanowiono w Paryżu Komitet Wojskowy Organizacyjny. Wraz z powstaniem Królestwa Polskiego w 1815, najwyższym urzędem wojskowym i jedną z pięciu komisji rządowych (ministerstw) stała się nowo powstała Komisja Rządowa Wojny, na której czele zgodnie z zapisem konstytucji stał minister wojny. W zakres kompetencji Komisji wchodziły wszystkie sprawy związane z obronnością kraju: pobór, utrzymanie i żołd wojska, układanie rocznych budżetów, szkolnictwo wojskowe, administracja oraz utrzymanie budynków wojskowych. Po upadku powstania listopadowego i wprowadzeniu w 1832 Statutu Organicznego, przestała istnieć odrębność polskiego wojska względem rosyjskiego. Do uporządkowania i zamknięcia spraw wojskowych w KP utworzono wówczas biura wojenne, nazwane później wydziałami po byłej KRW, które funkcjonowały w ramach Komisji Rządowej Spraw Wewnętrznych. Ich działalność przeciągała się przez ponad 30 lat, ostatecznie zlikwidowano je dopiero po powstaniu styczniowym.
30 stycznia 1917 Tymczasowa Rada Stanu (obywatelski organ tworzący za zgodą władz niemieckich i austriackich zalążki instytucji państwowych w nieistniejącej wówczas jako państwo Polsce) utworzyła Komisję Wojskową, która do momentu zorganizowania Ministerstwa Wojny miała zajmować się polskimi sprawami wojskowymi. Komisja 2 listopada 1918 została przekształcona w Ministerstwo Spraw Wojskowych (Dz.U. z 1918 r. nr 14, poz. 30).